# Pavji žerjav
Pavji žerjav (znanstveno ime Balearica pavonina) je ptič iz družine žerjavov, ki naseljuje področja tropske Afrike. Živi v parih ali v velikih jatah. Je kozmopolit in večinoma gnezdi v skalnih votlinah.
Hrani se z žuželkami, plazilci in majhnimi sesalci. Ogrožen je zaradi uničevanja naravnega okolja.

## Telesne značilnosti
Njegova velikost je 90 – 110 cm, teža pa 3 do 4 kg. Ima velike dolge noge in dolg vrat. Pretežno je črn, tudi njegova zlato rumena krona ima malo črne primesi. Krovna peresa v krilih so čisto bela. Peresa v nadlakti so rjasto rjava in zadnja zlato rjava, lica so rahlo mesnato rdeča. Imajo specifičen glas, ki se razlikuje od drugih žerjavov. V živalskih vrtovih živi do 25 let, življenjska doba v naravi pa ni znana.

## Prehrana
Vsi žerjavi so vsejedi. Glavna hrana pavjega žerjava so trave, semena žuželke in drugi nevretenčarji ter mali vretenčarji. Pogosto se prehranjujejo  na gorskih območjih v bližini čred, kjer se nevretenčarji pojavljajo v izobilju. Semena iz kmetijskih pridelkov pa so najpomembnejši vir hrane.

## Galerija
- Pavji žerjav v ZOO Friedrichsfelde, Berlin, Nemčija
- Pavji žerjav v Philadelphia Zoo